# Carl Axel Strömberg
Carl Axel Strömberg, född 16 augusti 1912 i Örnsköldsvik, död 10 november 1992 i Les Issambres, Frankrike, var en svensk civilingenjör, bokförläggare och redaktör för flera referensverk på det tekniska och industriella området med ett stort antal medverkande författare.
Han föddes i Örnsköldsvik, där fadern var köpman, och tog 1931 studentexamen i Sundsvall. Han studerade sedan väg- och vattenbyggnad vid KTH, där han 1935 blev civilingenjör. Han var 1935–1936 anställd i Nordisk Rotogravyr, 1936–1940 redaktör för tidskriften Tegel (Sveriges tegelindustriförenings organ), 1938–1943 rektor för NKI-skolans tekniska avdelning, 1943–1948 förlagsdirektör för Nordisk Rotogravyr och från 1949 VD i Strömbergs bokförlag AB.
C. A. Strömberg var redaktör för flera rikt illustrerade verk från Nordisk Rotogravyr:
- Svensk teknisk uppslagsbok (3 delar, 1937–1943)
- Företagsekonomisk handbok (2 delar, 1945)
- Ingenjörshandboken (5 delar, 1947–1950)
- Råvaror och material (2 delar, 1948–1949)
- Kontorshandboken (2 delar, 1949–1950)

Strömbergs eget förlag gav ut ordböcker (däribland Synonymordboken, 6 upplagor 1953–1988 av hustrun Alva Strömberg, född 1920). De hade bland annat en serie "hur man reser", samt andra böcker inom teknik och företagsekonomi. År 1957 gav de ut första boken inom sport och idrott, Årets ishockey, och började konkurrera med Brunnhages Idrottsböcker, med serier som Årets fotboll och Årets idrott. Brunnhages Idrottsböcker köptes upp av Strömbergs 1984 och gav ut flera andra referensverk inom sport, som 1900-talets största idrottsprofiler. Utgivningen av idrottsböcker upphörde 2020 och Idrottsåret 2019 blev den sista.
Han var gift med skådespelaren Irma Christenson 1936–1941, med  Birgit Björkman 1943–1946 och med Alva Strömberg från 1946 fram till sin död.